# 穎果
穎果（）または穀果（）（英: caryopsis, grain）とは、果実の型の1つであり、イネ科の植物に見られる。1個の種子を含み裂開せず、果皮は乾燥してふつう種皮と合着し、また内穎や護穎（特殊化した葉）で包まれている。

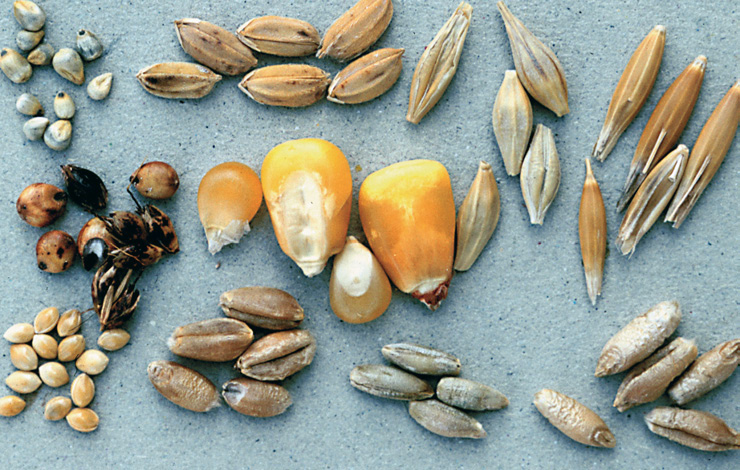
1. 食用とされるさまざまな穎果: (上段左から) black corn、イネ、オオムギ、エンバク、(中段左から) モロコシ、トウモロコシ、(下段左から) アワ、コムギ、ライムギ、ライコムギ

イネ、コムギ、トウモロコシなどの穎果は、穀物として人類にとって最も重要な食料源となっている（図1）。

## 定義
複数の心皮（雌しべを構成する葉的要素）からなり、成熟した状態で果皮は乾燥しており、1種子を密に包んでふつう果皮と種皮が合着し、裂開しない果実は、穎果（または穀果）とよばれる（下図2）。広義には痩果に含まれることもある。穎果はイネ科に見られ、ふつう特殊化した苞などに由来する内穎と護穎（外穎）に包まれている（下図2a, b）。内穎と護穎、さらにときにその外側の苞穎からなる外被は、籾殻（）（husk）ともよばれる。イネ科では果実になる前の花も内穎や護穎で包まれており、穎花（）とよばれる。
イネ科では基本的に複数の花が集まって小穂を形成し、しばしば小穂が集まっているため、果期にも穎果が密集していることがある。トウモロコシでは、太い軸に多数の雌花がついており、これがそれぞれ穎果となり、多数の穎果が密集した複合果状の構造となる。

## 種子散布
穎果は裂開しないため、種子を含んだ果実の状態で散布される。
チガヤ（下図3a）やメリケンカルカヤ、ススキ（下図3b）、ヨシなどでは、小穂の基部などに長い毛が密生しており、風で散布される。
チカラシバは小穂の基部などに生えている毛や突起によって（下図3c）、ササクサは芒（）（護穎などに生えている刺状の突起）に生えた逆刺によって（下図3d）、動物に付着して穎果を散布する。またチヂミザサでは、芒が粘液を分泌し、動物に付着して散布される。ジュズダマでは、雌花を包む壷形の苞鞘が発達して硬化しており（下図3e）、これが水に浮かんで散布されると考えられている。

## 人間との関わり
イネやコムギ、オオムギ、トウモロコシなどイネ科の穎果は人類にとって最も重要な食料源であり、主に穎果中の胚乳（内乳）を利用している。
穎果を穀物として利用する場合、種子の種皮やこれを包む果皮、さらに外側にある内穎や護穎（籾殻）がじゃまになる。しかし、これを一つ一つ剥がすには、果実が小さすぎ、数が多すぎる。特に籾殻はつぶしても食べられない。したがって、穀物を主食とするには、これらをまとめて一気に剥がす方法が必要になり、世界各地でそれぞれの技法が発達した。
多くの穀物では、食用にする際に籾摺り（脱穀）によって籾殻を除去し、精白によって一体化した果皮と種皮を取り除く。おおよそは広げて乾かし、棒でたたいたり臼でつく、さらに風に通して籾殻を飛ばすなどの操作を行う。
コムギなどでは胚乳がもろいので、果皮や種皮をはがすのではなく、まとめて粉砕して粉にし、疎粒のまま残る果皮や種皮をふるいわけ粉として用いる。または、挽割（）麦（切断麦；黒条（中央の線）を縦に半分に切り、水と熱を加えて2つのローラーで押す、米粒麦；黒条から縦に半分に切り、米粒状に剥く）にするか、搗精（）して胚乳だけの粒（丸麦）とし、これを加熱、加湿、圧扁して押麦にする。